# 孤島の愛情
『孤島の愛情』（ことうのあいじょう、Saturday Island）は、1952年に公開されたスチュアート・ヘイスラー監督によるイギリスの冒険・恋愛映画である。出演はリンダ・ダーネル、タブ・ハンター、ドナルド・グレイである。製作はインディペンデント映画会社のコロナド・プロダクションズ、英国での配給元はRKOである。アメリカではユナイテッド・アーティスツから『Island of Desire』の別タイトルで公開された。

## キャスト
| 役名        | 俳優                   | 日本語吹替                                                                  |
| 役名        | 俳優                   | フジテレビ版                                                                |
| ----------- | ---------------------- | --------------------------------------------------------------------------- |
| エリザベス  | リンダ・ダーネル       | 武藤礼子                                                                    |
| マイク      | タブ・ハンター         | 八代駿                                                                      |
| ペック      | ドナルド・グレイ       | 若山弦蔵                                                                    |
| 医師        | ラッセル・ウォーターズ | 諏訪孝二                                                                    |
| 艦長        | マクナルド・パーク     | 滝口順平                                                                    |
| エディ      | マイケル・ニューウェル | 細井重之                                                                    |
| 不明 その他 |                        | 篠原大作 高見鉄男 杉浦勝之 大川義之 伊藤阿津子 浜田すみ子 野村幸子 本多文子 |
|             |                        |                                                                             |
| 演出        |                        |                                                                             |
| 翻訳        |                        |                                                                             |
| 効果        |                        |                                                                             |
| 調整        |                        |                                                                             |
| 制作        | 制作                   | ニッサンプロダクション                                                      |
| 解説        |                        |                                                                             |
| 初回放送    |                        |                                                                             |